# ボルガル遺跡
ボルガル遺跡（ボルガルいせき）は、ヴォルガ川とカマ川の合流点付近でかつて栄えたヴォルガ・ブルガール王国の首都ブルガールの遺跡である。ヴォルガ・ブルガールは中世にイスラームを国教とした国家の中で最北にあたり、ボルガル遺跡は今も地域のムスリムの巡礼地となっている。
ロシア連邦タタールスタン共和国に残るその遺跡は、近隣の小さな町ボルガルとともに、1991年以降タタール語の発音に準じてその名前で呼ばれている。ボルガル遺跡はUNESCOの世界遺産リストへの登録を巡り、世界遺産委員会と諮問機関の判断がそれぞれ二転三転する紆余曲折を経たものの、2014年に「ボルガルの歴史的考古学的遺産群」の名称で正式登録を果たした。

## 歴史
ヴォルガ川流域にブルガール人が進出した時期については、7世紀半ばから9世紀初頭まで諸説があり、確定していない。初期のヴォルガ・ブルガール王は、夏と冬にそれぞれ居留地を定めており、このうち夏の居留地が西暦925年ごろに都市ブルガール（以下「ブルガール市」と表記）になった。
ヴォルガ・ブルガールは当初ハザール王国に臣従していたが、アッバース朝との関係を深めてイスラームを積極的に受容し、独立を志向するようになった。現代では伝承に基づいて1989年にイスラーム受容1100周年が祝われたものの、ヴォルガ・ブルガールが公式に受容したのは922年のこととされる。その年にアッバース朝から派遣された使節の一人がイブン・ファドラーンであり、彼の『報告書』（邦題『ヴォルガ・ブルガール旅行記』）は、ブルガール市が成立する直前、西暦922年の夏営地に3ヶ月滞在したときの記録である。
その後、ブルガール市は東ヨーロッパと中央アジアを結ぶ交易の要衝として栄え、皮革工業をはじめとする手工業も発達した。数多くの物資の集散地であったブルガール市は広大な広場を備え、その周囲に数多くの手工業者の住宅が存在していた。ビリャルに遷都した後もブルガールの交易上の地位は変わらなかったが、モンゴルのヴォルガ・ブルガール侵攻によって1236年に攻囲され、炎上した。しかし、1242年にブルガール市がジョチ・ウルス（金帳汗国）の最初の首都とされると、かえって13世紀後半には再興を果たし、サライに遷都した後にもブルガールには各種建造物群が築かれ、それらが（部分的なものも含めて）現在まで伝存している。
ジョチ・ウルスが弱体化した後、ブルガールはカザン・ハン国の一部となった。その時期にもやはり交易上の要衝としての地位は保ち、地域のイスラーム信仰の点でも中心的地位を占めた。16世紀以降、ムスリムたちの巡礼地としても機能している。しかし、カザン・ハン国の滅亡に伴い、16世紀にはロシアに編入され、ブルガール市はスパスクと改称された。18世紀にはロシア正教会の修道院が置かれていた時期もある（1712年 - 1770年代）。
1722年に行幸中だったピョートル1世はスパスクの遺跡を視察し、その保存と調査を命じた。これはボルガル遺跡保存のための最初期の命令とされており、ロシア全体で見ても遺跡保存の必要性を為政者が打ち出した例としては最も早い部類に属する。その一方、そうした命令にもかかわらず、ロシア領となった16世紀から19世紀までの間、新しい市街のための石切り場として、いくらかの遺跡が破壊されていたことも事実である。
ソビエト連邦成立後に、スパスクはさらにスパスク・タタールスキー（1926年）、さらにクイビシェフ（1935年）と名前を変えた。それから間もなく、いわゆるブルガール論争が加熱し、出自をめぐる関心がボルガル遺跡の調査を後押しした。1969年にはタタール自治ソビエト社会主義共和国により国立ボルガル歴史建築博物館保護区が設定され、ボルガル遺跡およびスヴィヤジシクがこれに含まれた。なお、1950年代半ばのクイビシェフ・ダムの完成による河川水位上昇の影響を受け、クイビシェフ（ボルガル）の市街地は遺跡から離れた場所に移転した。
ソ連時代末期のペレストロイカ以降、タタールスタンでは民族史再考の機運が盛り上がり、ボルガル遺跡はタタール人にとっての「父祖の土地」および地域のイスラームの拠点と位置づけられるようになり、1989年にはイスラーム受容1100周年を記念して「聖ボルガルの集い」が催行された。この催事は後に国の公式行事化し、タタールスタン共和国大統領らも列席し、地域にとってのメッカとなることが志向されている。2010年の参加者は約1万人、2011年のそれは約26,000人となっている。
ソ連崩壊以降、タタールスタン共和国では自国を「多民族・多宗教の共存の場」とアピールしており、その象徴となる遺跡の一つとして、ボルガル遺跡が挙げられている。

### 遺跡の保存と活用

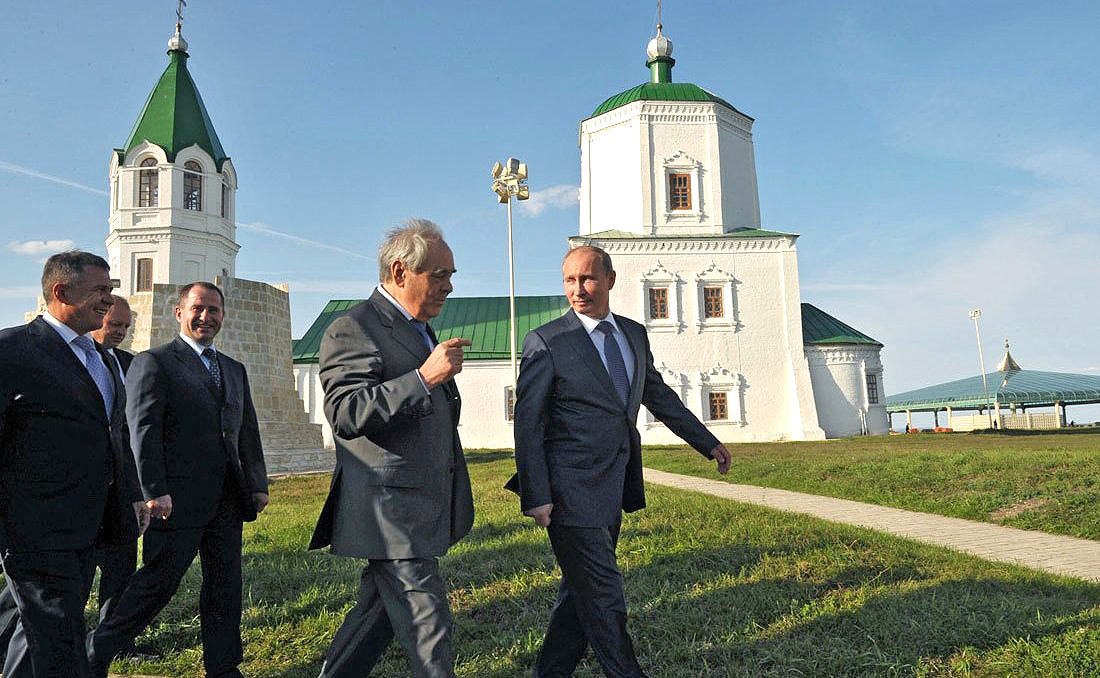
ボルガル遺跡を視察するウラジーミル・プーチン（2012年）

ソ連崩壊後のタタールスタン共和国において、ボルガル遺跡の積極的な保存と修復を行なってきたのが、初代大統領だったミンチメル・シャイミーエフである。彼はロシア政府を通じ、1998年にカザン・クレムリン、ボルガル遺跡、スヴィヤジシクを世界遺産推薦した（この点、後述）。ボルガル遺跡とスヴィヤジシクの世界遺産登録は見送られたが、シャイミーエフは大統領を退いて共和国顧問となった後、2010年にタタールスタン共和国歴史文化遺産復興財団を創設している。この財団の目的の一つにはボルガル遺跡の保存、修復のみならず、観光地としての再開発も掲げられており、実際、博物館、大駐車場、大催事場などの整備が進められた。また、共和国レベルのプロジェクトも進行し、ロシア連邦政府もこれに協力している。
こうした動きの中でバトゥの時代の宮殿跡も出土するなど、考古学的進展が見られる一方、タタールスタン共和国のイデオロギーのシンボルとされることや観光地化に対しては、共和国内の知識人らには批判的な意見も見られる。シャイミーエフらは共和国の分断ではなく共生を強調するが、ボルガル遺跡を強くアピールすることは、現代のタタールをヴォルガ・ブルガールとジョチ・ウルスのいずれとより強く結びつく存在と位置づけるのかという問題に結びつきうるからである。また、ヴォルガ・ブルガール以来の伝統を強調することに対しては、ボルガル遺跡に現存する主要な建造物群がもっぱらジョチ・ウルス時代のものであるという批判もある。さらに、「聖ボルガルの集い」の成功に対しても、その宗教性よりも露店などの商業性が目立つことについて批判が見られる。

## 世界遺産

### 登録経緯
ボルガル遺跡の世界遺産暫定リスト記載は1991年8月31日のことであり、タタールスタン共和国からの推薦の申請は1998年のことだった。世界遺産センターへの正式推薦は1999年6月29日のことで、これに対して世界遺産委員会の諮問機関である国際記念物遺跡会議 (ICOMOS) は、世界遺産の登録基準の (3) に適合するものとして「登録」を勧告した。基準 (3) は以下の通りである。
- (3) 現存するまたは消滅した文化的伝統または文明の、唯一のまたは少なくとも稀な証拠。

ICOMOSが登録基準適用理由として挙げていたのは、「ボルガルはタタールの歴史と文化、および彼らが形成した諸帝国、とりわけ金帳汗国の独特の証を示している」ということであった。
しかし、2000年の第24回世界遺産委員会では、大ミナレット（後述）の復元方法を巡って議論となり、「登録延期」と決議され、翌年の世界遺産委員会での再審議でも「登録延期」と決議された。
ロシアは2012年1月30日に再推薦を行なったが、このときにはICOMOSが「不登録」を勧告した。かつての「登録」勧告から「不登録」勧告への正反対の変更理由としてICOMOSが挙げたのは、大ミナレットにとどまらず、前回審議時点以降の10年ほどに行われたボルガル遺跡での明確な根拠に基づかない「修復」や観光地化のための開発の数々によって、世界遺産としての完全性と真正性が失われたということだった。
「不登録」が決議されてしまうと同じ理由での再推薦が不可能になるため、「不登録」勧告を受けた場合には審議前に取り下げられることもある。実際、2013年の第37回世界遺産委員会では「不登録」勧告を受けた日本の「武家の古都・鎌倉」など6件は審議前に取り下げられたが、ロシア当局はボルガル遺跡を取り下げずに審議に臨んだ。委員会審議に先立ち、少数の委員国による作業部会が組織され、そこで「情報照会」決議とする案が提案された。作業部会が重視したのは、ボルガル遺跡が持つ地域のムスリムに対する精神的な重要性であった。委員会審議ではICOMOSの勧告と作業部会の決議案を元に審議が行われた。
ロシアは推薦書において、大ミナレットの再建がきちんとした文献に基づいていることや「小ハッジ」と呼ばれるボルガルへの巡礼に訪れるムスリムたちからも受容されていることなどを説明しており、審議ではタタールスタンの寒冷さも挙げ、耐寒性に配慮した建材で修復せざるをえなかったことへの理解を求め、「登録」支持は多かったものの、投票で必要とされる3分の2には満たなかった（委員会審議では21か国の委員国のうち、推薦国であるロシア以外にタイ、マレーシア、インド、イラク、カタール、アラブ首長国連邦、アルジェリア、マリ、エチオピア、南アフリカ共和国、セルビアが「登録」を支持し、日本、カンボジア、セネガル、スイス、ドイツ、フランス、メキシコ、コロンビアが「情報照会」を支持し、エストニアは登録に否定的な見解を示した）。審議はこの年の新規物件審議で最長となる2時間以上に及び、その結果、「情報照会」で合意され、その際、精神性を重視する観点から登録基準 (6) の適用への見通しも盛り込まれた。
ICOMOSはボルガルに2013年8月30日から9月3日にかけてアドバイザリー・ミッションを派遣し、かつて挙げられた登録基準 (3) ではなく、登録基準 (2) の適用を提案した。この助言に沿ったロシアの再推薦に対してICOMOSは、基準 (2) および（前年の委員会審議で挙がった）基準 (6) の推薦としてならば、完全性と真正性はいずれも脆弱ではあるものの満たしているとして、「登録」を勧告した。
この勧告を踏まえた2014年の第38回世界遺産委員会では、前年の審議を踏まえて基準 (6) のみの適用による登録がなされるべきと提案する委員国（レバノン、ドイツ、ポーランド、コロンビア）が出るなど若干議論になったものの、登録そのものに反対する意見は出ず、最終的には基準 (2) と (6) での登録で決着した。なお、この登録経緯について、前年からの評価の変化につながった改善点が明確に示されないまま、登録に至ったとする東京文化財研究所のような評価もある。
ロシアの世界遺産では26件目（文化遺産としては16件目）の登録である。決議では、巡礼地の村落の移転やインフラ開発などの点で、いくらかの制限が盛り込まれた。

### 登録名
世界遺産としての正式登録名は、Bolgar Historical and Archaeological Complex （英語）、L’ensemble historique et archéologique de Bolgar （フランス語）である。その日本語訳は資料によって以下のような違いがある。
- ブルガールの歴史的考古学的遺跡群 - 日本ユネスコ協会連盟[46]
- ブルガールの史跡・考古遺跡群 - 東京文化財研究所[47]
- ボルガルの歴史的考古学的遺産群 - 世界遺産検定事務局[48]
- ボルガルの歴史的考古学的建造物群 - 『今がわかる時代がわかる世界地図2015』[49]
- 歴史と考古学集合の地ボルガル - 『なるほど知図帳・世界2015』[50]
- ボルガルの歴史・考古遺跡群 - 古田陽久・古田真美[51]

### 登録基準
前述のように、当初の推薦は失われた国家（ヴォルガ・ブルガール、ジョチ・ウルス）の証拠としてであったが、その証明は満たされていないと否定された。代わりに、多様な文化交流の証拠、および地域のムスリムにとっての精神的な価値が評価されて登録に至った。ゆえに、この世界遺産は世界遺産登録基準のうち、以下の条件を満たし、登録された（以下の基準は世界遺産センター公表の登録基準からの翻訳、引用である）。
- (2) ある期間を通じてまたはある文化圏において、建築、技術、記念碑的芸術、都市計画、景観デザインの発展に関し、人類の価値の重要な交流を示すもの。
  - 世界遺産委員会の決議ではこの基準の適用理由について、この物件が「テュルク、フィン・ウゴル、スラヴおよびその他の諸伝統の文化的交流を例証している」ことなどを挙げた[52]。

- (6) 顕著で普遍的な意義を有する出来事、現存する伝統、思想、信仰または芸術的、文学的作品と直接にまたは明白に関連するもの（この基準は他の基準と組み合わせて用いるのが望ましいと世界遺産委員会は考えている）。
  - 世界遺産委員会の決議ではこちらの基準の適用理由については「ボルガルはタタールのムスリムたち、そして恐らくはユーラシアのより広い範囲のムスリムのグループ群にとっての地域的な参照点であり続けている。それは毎年の巡礼の時期になると顕著に例証される宗教的・精神的諸価値との結びつきにつながる。ボルガルは西暦922年にヴォルガ・ブルガールによって国教として公式に受容されたことに伴って確立された初期にして最北のムスリムの飛び地の証拠を提供する」[52]等と説明された。

## 主要な建造物群
ボルガル遺跡はタタールスタン共和国首都カザンの南方、約200 kmに位置する。最初に登録を勧告した時点のICOMOSの勧告書（ICOMOS 2000）および2012年のロシア当局の推薦書（Russian Federation 2012）を元に、主要な遺跡群を挙げる。ただし、前述のように世界遺産としての価値は物質的側面よりも精神的側面が強調されている。ICOMOSはこの遺跡で真正性を示すのは「立地、精神、感覚」(location, spirit, feeling) のみとしており、その最終的な判断でも、かつての文化伝統を伝えるという観点での「物質的な証拠が残っていない」と位置づけた。また、第38回世界遺産委員会の審議では、委員国であったカザフスタン代表が考古遺跡としても物質的価値を持つと主張したものの、他の委員国の同意を得られずに、議論の末に意見を撤回している。
| | 名称（仮訳）                           | 英語名                                         | 建設時期                          |
| --- | -------------------------------------- | ---------------------------------------------- | --------------------------------- |
| | カテドラル・モスク（テトラゴン）       | The Cathedral Mosque (Tetragon)                | 13世紀半ば（14世紀までに2度改築） |
| カテドラル・モスクはテトラゴン（四角形）の異名どおり、45 x 46 mとほぼ正方形の平面プランで、時代ごとに異なる用途で使われた。この建物は後述する北の霊廟、東の霊廟、ハーンの宮殿などとともにジョチ・ウルス時代の中心地をなした建物だが、当時のまま残るのは床や壁などの一部である。 |                                        |                                                |                                   |
| | 北の霊廟（修道院の貯蔵庫）             | The North Mausoleum (Monastery Cellar)         | 1430年代                          |
| 北の霊廟はブルガール貴族の霊廟で、カテドラル・モスク北側の正面にある。カテドラル・モスクが改築されたことにあわせ、それと繋がる形で建造された。18世紀には修道院の建物として使われていた。石灰岩製で表面に凝灰岩が使われており、13 x 18 m の方形のプランである。当時のまま残るのは部分的な要素のみである。1960年代末に修復事業が行われ、その後は古い碑文の展示館として使われている。 |                                        |                                                |                                   |
| | 東の霊廟（聖ニコラオス聖堂）           | The East Mausoleum (Church of St. Nicholas)    | 1330年代                          |
| 東の霊廟もブルガール人貴族の霊廟であり、北の霊廟と似通った様式である。凝灰岩と石灰岩を使用しており、カテドラル・モスクの東の正面にある。18世紀に聖ニコラオスを記憶するロシア正教会の聖堂に転用された。1960年代末、北の霊廟とほぼ同じ時期に修復事業が行われた。 |                                        |                                                |                                   |
| | 生神女就寝聖堂                         | The Church of the Dormition                    | 1732年 - 1734年                   |
| 生神女就寝聖堂は地域的なアレンジが加わったバロック建築の聖堂で、遺跡中心部に位置し、その鐘楼などが遠目にも目立つ。1730年代にカザンの商人の寄付によって、より古い時代の遺跡を建材の一部にして建てられた聖堂で、部材には学術的な評価対象となっているアラビア語やアルメニア語の碑銘が組み込まれている。1965年から2009年までに計4度にわたる修復工事が実施されており、1970年代以降は歴史や考古学を主題とする博物館に転用されている。 |                                        |                                                |                                   |
| | 白の館                                 | The White Chamber                              | 1340年代                          |
| 白の館の名前は、石灰岩で建てられたこと（ただし一部はレンガ製）と内装の石灰プラスターによる。33 x 17 m の公衆浴場 (bath house) だった建物で、控えの間などを含めていずれも方形の部屋だが、その大きさを変える形で仕切られている。中央アジアに見られた浴場の様式を土台にしつつもアレンジが加えられており、ヴォルガ・ブルガールの技術水準を伝えるものとなっている。白の館は14世紀ブルガール建築の傑作と目されている。 |                                        |                                                |                                   |
| | 赤の館                                 | The Red Chamber                                | 15世紀                            |
| 赤の館も公衆浴場だったL字型の建物で、ヴォルガ川左岸にあった。その遺跡は1938年から1940年に調査されたことがあるものの、石囲いをした上で埋め戻されて土中にある。赤の館には床下暖房の遺構なども残っており、白の館同様、かつてのヴォルガ・ブルガールの技術水準を伝えるものと見なされている。この館の名前は内壁の色にちなんでいる。 |                                        |                                                |                                   |
| | 東の館（ハーンの宮殿あるいは公衆浴場） | The East Chamber (Khan's Palace or Bath-House) | 13世紀半ば - 14世紀初頭           |
| 東の館は 39 x 19 m の平面プランの建物で、白の館や赤の館に類似した公衆浴場の遺構だが、ボルガル遺跡の公衆浴場の中では最も古く、また規模も最大である。外壁などは石灰岩製で、内壁は小石で飾られているが、この館は19世紀に石材の調達場として持ち去られてしまった部分もある。 |                                        |                                                |                                   |
| | 黒の館                                 | The Black Chamber                              | 14世紀半ば                        |
| 黒の館はカテドラル・モスクから400 m に位置する遺構で、中心部分が現存している。石灰岩で建てられ、内装にはプラスターとアラバスターが活用されている。ハーンの宮殿だった建物であり、ボルガル遺跡に残る建造物のうち、国政に関する建物としてはかなり古い部類に属する。ただし、ドームも含め、21世紀に入ってから改装された要素が大きい。 |                                        |                                                |                                   |
| | ハーンの霊廟                           | The Khan's Shrine                              | 14世紀初頭から半ば                |
| ハーンの霊廟は14世紀に建てられた廟で、それが位置する辺りはかつて墓所であった。小ミナレット（後述）からは北 15 m に位置する。最初に建てられたのは14世紀初頭だが、14世紀半ばに廟として整えられた。8.5 m 四方の平面プランを備えた石灰岩製で、四角い廟に丸いドームが載る様式は、かつて東方のイスラム諸国ではよく見られた様式であった。1968年から2006年までに3度の修復工事が実施されている。 |                                        |                                                |                                   |
| | 小ミナレット                           | The Lesser Minaret                             | 14世紀                            |
| 小ミナレットは14世紀に凝灰岩と石灰岩で建てられた高さ10 mほどのミナレットである。4.8 m 四方の立方体の土台の上に円柱が載る形になっており、内部には45段の階段がある。ボルガル遺跡に残る建造物群の中では、建設当初の姿を伝える唯一の遺構とされている。1968年から1970年に修復工事が実施された。 |                                        |                                                |                                   |
| | 大ミナレット                           | The Great Minaret                              | 推薦書・勧告書に記載なし          |
| 大ミナレットは小ミナレットのモデルになった高さ 24 m の建物で、高さの違いはともかく、その姿は似通っていたと考えられているが、1841年に倒壊した。原因となったのは、トレジャーハンターたちが土台の地面を掘り返したことによる、一種の地盤沈下である。その崩れた資材もすぐに持ち去られてしまい、ほとんど残らなかった。1827年の図画をはじめ、18世紀から19世紀の資料に基づいたとする復元が2000年になされたが、前述したように、この復元がきちんとした根拠を持っているのかどうかという点が、世界遺産登録にあたって最初に問題となった点であった。ロシア当局は推薦書において、この復元がヴェネツィア憲章にも則ったものであり、19世紀に失われた考古景観を復活させたものであると主張したが、受け入れられるには至らなかった。 |                                        |                                                |                                   |

この遺跡地域では様々な建物が現代に追加されており、2012年には記念宮 (Memorial Sigh) が建てられた。